# Gustavo Nunes
Gustavo Nunes Fernandes Gomes (São Vicente do Sul, Río Grande del Sur, 20 de noviembre de 2005) es un futbolista brasilero. Juega de extremo izquierdo y su equipo actual es el Brentford Football Club de la Premier League, máxima categoría del fútbol inglés.

## Trayectoria
El 28 de agosto de 2024 fue anunciado su fichaje por Brentford, firmó contrato por 6 años, con una opción de extensión de 2 años.

## Selección nacional
Ha sido internacional con la selección de fútbol de Brasil en la categoría juvenil sub-20.
El 17 de agosto de 2024 fue convocado por primera vez a la selección de Brasil, para jugar 2 amistosos sub-20 contra México en la fecha FIFA de septiembre. Debido a una lesión fue desafectado.
Volvió a ser citado el 16 de mayo de 2025, para jugar amistosos en Egipto.

## Estadísticas
Actualizado al último partido disputado el 10 de mayo de 2025.
| Club                       | Div.          | Temporada     | Liga  | Liga  | Liga   | Estatal | Estatal | Estatal | Copas nacionales | Copas nacionales | Copas nacionales | Copas internacionales | Copas internacionales | Copas internacionales | Total | Total | Total  |
| Club                       | Div.          | Temporada     | Part. | Goles | Asist. | Part.   | Goles   | Asist.  | Part.            | Goles            | Asist.           | Part.                 | Goles                 | Asist.                | Part. | Goles | Asist. |
| -------------------------- | ------------- | ------------- | ----- | ----- | ------ | ------- | ------- | ------- | ---------------- | ---------------- | ---------------- | --------------------- | --------------------- | --------------------- | ----- | ----- | ------ |
| Grêmio FBPA · Brasil       | 1.ª           | 2023          | 0     | 0     | 0      | -       | -       | -       | -                | -                | -                | —                     | —                     | —                     | 0     | 0     | 0      |
| Grêmio FBPA · Brasil       | 1.ª           | 2024          | 20    | 3     | 1      | 10      | 1       | 2       | 3                | 1                | 0                | 7                     | 2                     | 1                     | 40    | 7     | 4      |
| Grêmio FBPA · Brasil       | Total club    | Total club    | 20    | 3     | 1      | 10      | 1       | 2       | 3                | 1                | 0                | 7                     | 2                     | 1                     | 40    | 7     | 4      |
| Brentford F. C. Inglaterra | 1.ª           | 2024-25       | 3     | 0     | 0      | —       | —       | —       | -                | -                | -                | —                     | —                     | —                     | 0     | 0     | 0      |
| Brentford F. C. Inglaterra | Total club    | Total club    | 3     | 0     | 0      | 0       | 0       | 0       | 0                | 0                | 0                | 0                     | 0                     | 0                     | 3     | 0     | 0      |
| Total carrera              | Total carrera | Total carrera | 23    | 3     | 1      | 10      | 1       | 2       | 3                | 1                | 0                | 7                     | 2                     | 1                     | 43    | 7     | 4      |
| 1. 2.                      |               |               |       |       |        |         |         |         |                  |                  |                  |                       |                       |                       |       |       |        |

## Palmarés

### Títulos regionales
| Título            | Club        | País   | Año  |
| ----------------- | ----------- | ------ | ---- |
| Campeonato Gaúcho | Grêmio FBPA | Brasil | 2024 |